# Isola Sant’Antonio
Isola Sant’Antonio (piemontiul: Ìsola Sant Antòni) település Olaszországban, Piemont régióban, Alessandria megyében. Lakosainak száma 619 fő (2023. január 1.). Isola Sant’Antonio Alzano Scrivia, Casei Gerola, Castelnuovo Scrivia, Gambarana, Mezzana Bigli, Pieve del Cairo, Alluvioni Piovera, Bassignana, Cornale e Bastida, Guazzora, Molino dei Torti és Sale községekkel határos.

## Népesség
A település lakossága az elmúlt években az alábbi módon változott:
| Lakosok száma | 778  | 712  | 686  | 619  |
|               | 2008 | 2017 | 2018 | 2023 |